# Kênh đào Sao Hỏa

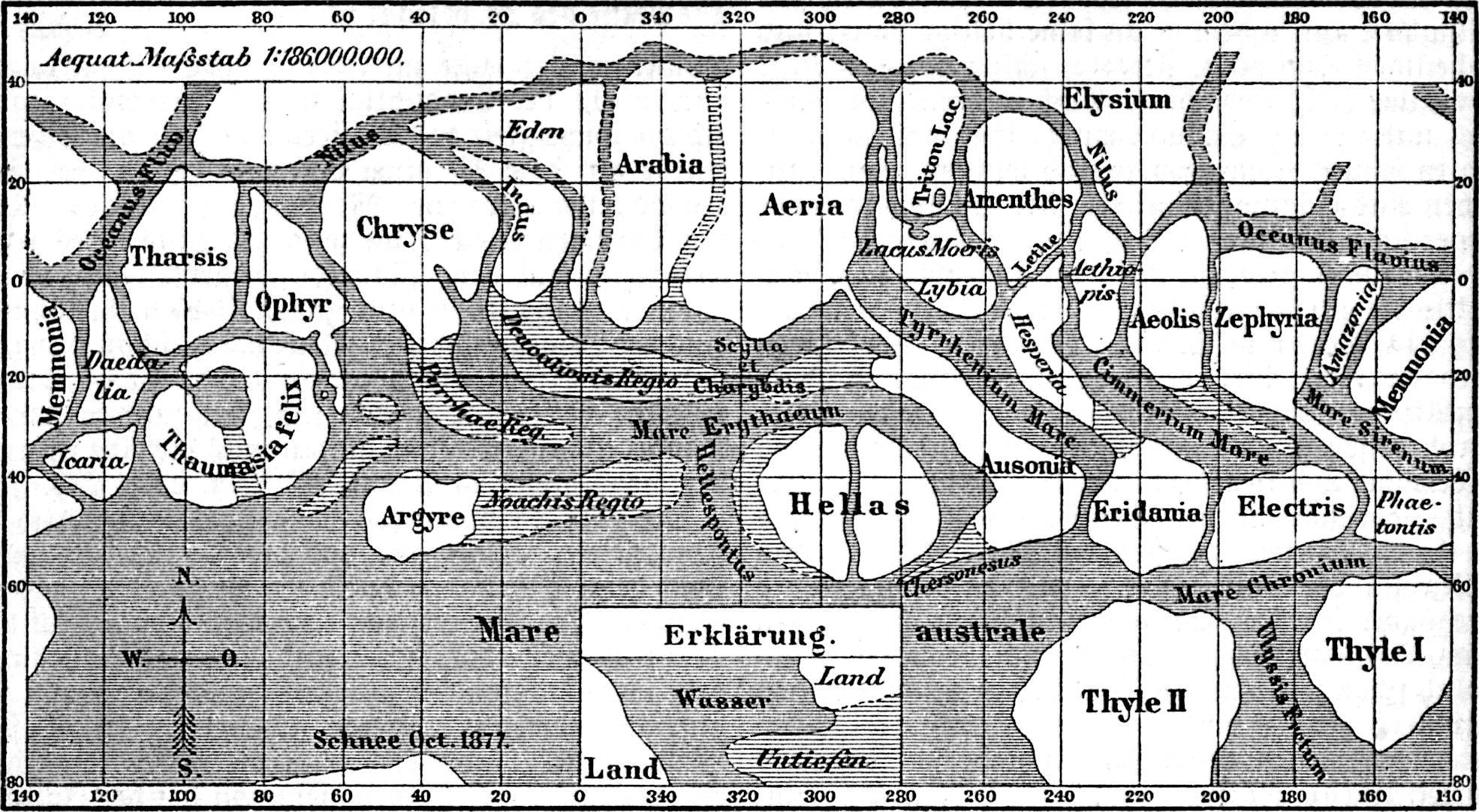
Bản đồ Sao Hỏa của Giovanni Schiaparelli.

Vào cuối thế kỷ 19 và đầu thế kỷ 20 người ta đã tin rằng có những kênh đào trên Sao Hỏa. Đã có một mạng lưới bao gồm những đường thẳng dài, có trong các bản vẽ về Sao Hỏa trong các vùng gần xích đạo từ 60° Bắc đến 60° vĩ độ Nam, nhà thiên văn người Ý Giovanni Schiaparelli là người nhìn thấy đầu tiên ở vị trí xung đối của Sao Hỏa vào năm 1877 và sau này cũng đã được những người quan sát khác khẳng định lại. Schiaparelli gọi những cái này là canali, và được dịch sang tiếng Anh (có thể dịch nhầm) là "canals" (kênh đào).  Nhà thiên văn học người Ireland Charles E. Burton đã vẽ một vài bản vẽ sớm nhất về những đường thẳng trên Sao Hỏa, mặc dù những bức vẽ của ông không phù hợp với bức vẽ của Schiaparelli.

## Cuộc tranh luận

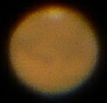
Ảnh chụp Sao Hỏa qua một kính viễn vọng nhỏ vào năm 2003, cho thấy các kiểu độ sáng và màu sắc được gọi là đặc điểm phản chiếu.

Một vài người đã đi xa tới mức cho rằng là có những con kênh tưới được xây dựng bởi nền văn minh trên Sao Hỏa. Percival Lowell là người đã đề xuất mạnh mẽ ý tưởng này, đẩy ý tưởng đi xa hơn cả Schiaparelli, người mà đã cho rằng nhiều chi tiết trên bản vẽ của Lowell là tưởng tượng.  Một vài nhà quan sát đã vẽ các bản đồ có hàng tá nếu không phải là hàng trăm các con kênh đào với những danh pháp cụ thể cho từng con kênh. Một vài nhà quan sát đã nhìn thấy một hiện tượng mà họ gọi là "gemination" (sự sắp xếp thành đôi) — những con kênh song song.
Những nhà quan sát khác cũng đã tranh luận về khái niệm các con kênh này. Nhà quan sát tài ba E. E. Barnard không nhìn thấy chúng. Vào năm 1903, J. E. Evans và Edward Maunder đã chỉ đạo một vài thử nghiệm thị giác sử dụng những cậu bé học sinh là tình nguyện viên để chứng minh cho việc những con kênh đào này có thể là sự gia tăng ảo giác.  Nhà quan sát có nhiều ảnh hưởng Eugène Antoniadi đã sử dụng một kính viễn vọng 83-cm ở Đài thiên văn Meudon tại vị trí xung đối năm 1909  của Sao Hỏa và không nhìn thấy con kênh nào cả và ý niệm về những con kênh lại bắt đầu rơi vào quên lãng.
Phi thuyền không gian Mariner 4 đã tới Sao Hỏa vào năm 1965 và đã chụp được những bức ảnh cho thấy những hố thiên thạch lớn và cảnh quan cằn cỗi trên hành tinh này và đó chính là những cái đinh cuối cùng của quan tài cho ý tưởng rằng trên Sao Hỏa có thể có dạng sống cao cấp.

## Lịch sử các kênh đào
Canale trong tiếng Ý (số nhiều canali) có nghĩa là "canal" (kênh đào, kênh rạch nhân tạo) hoặc "channel" (kênh tự nhiên) canali. Sự nhập nhằng nhiều nghĩa của một từ này cũng có trong những từ cùng gốc của các nhóm ngôn ngữ Rôman như là canal trong các tiếng Pháp, tiếng Tây Ban Nha, tiếng Bồ Đào Nha và cả  Kanal trong tiếng Đức.
Người đầu tiên sử dụng từ canale có liên quan tới Sao Hỏa là Angelo Secchi, vào năm 1858, mặc dù ông không nhìn thấy bất cứ đường thẳng nào và sử dụng thuật ngữ cùng với thuật ngữ chỉ những đối tượng lớn - ví dụ, ông sử dụng cái tên "Atlantic Canale" cho thứ mà sau này được gọi là Syrtis Major.
Người ta thường nói rằng Schiaparelli có xu hướng dùng theo nghĩa "channel" và từ "canal" là sự hiểu nhầm hoặc dịch nhầm sang tiếng Anh. Dẫu sao thì thuật ngữ tiếng Anh "canal" là một trong những từ được sử dụng sớm nhất để chỉ đến các "kênh" này trong tiếng Anh và, từ khi nó được sử dụng, Schiaparelli cũng đã không làm gì để sửa lại từ ngữ bị hiểu nhầm này nếu như ông biết được điều đó.
Điều này có thể cũng không kỳ cục đến như vậy nếu như các ý tưởng về kênh đào trên Sao Hỏa đã dễ dàng được nhiều người chấp nhận. Vào thời gian này, cuối thế kỷ 19, những người quan sát bằng kính viễn vọng thấy khó có thể phân biệt được chính xác là họ đang nhìn thấy cái gì khi họ ngắm Sao Hỏa (thực ra, điều này đã có thể không bị hiểu nhầm như vậy vì lúc này chưa đến thời kỳ của tàu thám hiểm không gian, có thể cho một bức ảnh rõ ràng). Họ đã nhìn thấy một vài vùng có suất phản chiếu tối và sáng (ví dụ là Syrtis Major) và họ tin rằng mình đã nhìn thấy các đại dương và đại lục. Họ cũng tin rằng Sao Hỏa có một bầu khí quyển tương đối thực sự. Họ biết rằng chu kỳ tự quay quanh mình của Sao Hỏa (chiều dài một ngày của nó) hầu như giống của Trái Đất và họ biết rằng độ nghiêng trục của Sao Hỏa cũng hầu như giống Trái Đất, điều này có nghĩa là nó có các mùa như trong thiên văn học và khí tượng học. Họ cũng đã nhìn thấy đỉnh cực băng của Sao Hỏa đang thu nhỏ lại và lại lớn ra theo từng mùa. Họ đã phiên dịch những thay đổi của bề mặt Sao Hỏa theo mùa và sự lớn lên theo mùa của các loài thực vật mà họ đã đưa ra giả thuyết có cuộc sống trên Sao Hỏa (thực tế, những cơn bão bụi trên Sao Hỏa là lý do của vài điểm trong số đó). Tuy nhiên, vào cuối thập kỷ 1920, người ta đã biết rằng Sao Hỏa rất khô và có một áp suất khí quyển rất thấp.
Thêm vào đó, cuối thế kỷ 19 là thời gian của những con kênh lớn được xây dựng ở Trái Đất. Kênh đào Suez được hoàn thành vào năm 1869 và những người Pháp dự định xây dựng kênh đào Panama vào năm 1880. Điều này cũng có thể là suy nghĩ tự nhiên rằng một vài dự án tương tự đang được xây dựng ở Sao Hỏa.
Vào thời điểm xung đối trong năm 1892, W. H. Pickering đã quan sát được một số những điểm nhỏ hình tròn, màu đen tại mọi điểm giao nhau hoặc bắt đầu của những "con kênh đào". Những điều này cũng được Schiaparelli quan sát nhưng lại là những miếng vá lớn hơn và được gọi là biển hoặc hồ; nhưng quan sát của Pickering, tại Arequipa, Peru, thì ở độ cao khoảng 2400 m trên biển và với điều kiện áp suất tại đó, theo ý kiến của ông, thì có sự trùng lặp về độ mở ống kính như nhau cho hai người. Chúng sớm được các nhà quan sát khác kiểm tra lại, đặc biệt là bởi Lowell.
Trong khoảng thời kỳ xung đối trong năm 1892 và 1894, người ta đã ghi lại sự thay đổi về màu sắc các mùa. Khi tuyết trên các cực bị tan ra, những khu vực biển xung quanh xuất hiện như khu vực nhiệt đới bị ngập nước, nước chảy thành các dòng và thường được chấp nhận rõ ràng có màu xanh lá cây. Ý tưởng rằng những canali của Schiaparelli thực sự là các kênh tưới là khá thông minh, đầu tiên nó đã được gợi ý như vậy và sau này được chấp nhận như là cách giải thích dễ hiểu nhất của Lowell và một vài người khác. Điều này ngay lập tức đã được phát triển trong trí tưởng tượng của công chúng và dược phổ biến rộng rãi bởi các báo chí khắp thế giới.
Vào thời gian này (1894) nó bắt đầu bị nghi ngờ rằng chẳng có biển nào ở Sao Hỏa. Dưới điều kiện tốt nhất, những  "biển" đề xuất này bắt đầu bị mất những dấu tích, chúng xuất hiện như là những vùng có nhiều núi, bị đứt gãy bởi những đường nứt và những hẻm núi, được nhìn từ những độ cao lớn. Những nghi ngờ này sớm trở nên được chắc chắn và đến ngày nay, khắp thế giới hầu như đã chấp nhận rằng Sao Hỏa không có những phần cố định chứa nước bề mặt.

## Văn hóa đại chúng
Ý tưởng về một nền văn minh trên Sao Hỏa nóng bỏng đã xây dựng những con kênh tưới khổng lồ có thể đã tạo cảm hứng cho H. G. Wells để viết tiểu thuyết The War of the Worlds vào năm 1897, miêu tả về việc xâm chiếm của những người Sao Hỏa, những người luôn thèm muốn nguồn nước dồi dào của Trái Đất. Thậm chí, mặc dù sau khi các kênh đào này đã không còn được người ta tin là thật, nhưng những công dân Sao Hỏa đã là  một đề tài cho thể loại khoa học viễn tưởng như là hành tinh Barsoom của Edgar Rice Burroughs (xem Sao Hỏa trong viễn tưởng).

## Danh sách các kênh đào
Các kênh đào đã được Schiaparelli và những người khác đặt tên, theo tên của những con sông có thật hoặc trong truyền thuyết ở nhiều nơi trên Trái Đất hoặc trong truyện thần thoại về địa ngục.